# Volvo V50
La Volvo V50 è un modello di automobile familiare di piccole/medie dimensioni, costruito dalla casa automobilistica svedese Volvo. 

## Storia
La Volvo V50 venne presentata al Salone di Bologna nel 2003, mentre la sua produzione iniziò nel 2004. Si tratta della variante familiare della Volvo S40; entrambe condividono la piattaforma Ford C1 con la Ford Focus e la Mazda 3.
Nel 2008, la V50 ha ricevuto un restyling, con un frontale ridisegnato, piccole modifiche agli interni, fari allo xeno adattivi di optional, sistema audio migliorato, maggiore potenza e coppia del motore T5; in tale occasione riceve anche un motore diesel cinque cilindri in linea, battezzato D5, con un cambio manuale a sei marce e un motore da 1.800 cm³.
Nel 2009, la V50 T5 è disponibile negli Stati Uniti solo con il cambio automatico, la trazione integrale e allestita con il pacchetto di finiture sportive "R-Design", mentre in Europa è disponibile sia con la trasmissione manuale sia con quella automatica. Per il modello del 2010, il motore D5 scompare dai listini nordamericani, dove rimangono solo due unità in linea diesel 1.6 e 2.0 e i cinque cilindri a benzina.
Nel 2010, il nuovo logo Volvo, più grande e circolare, compare sulla griglia anteriore; negli Stati Uniti la versione T5 con trazione integrale è abbinabile (anche se per poco) a una trasmissione manuale. In Nord America il motore a cinque cilindri aspirato, la trazione integrale e la trasmissione manuale escono di scena per il modello del 2011, lasciando solo la trazione anteriore automatica T5 negli allestimenti base e R-Design. Nel 2011 cessa la produzione della V50 negli Usa e in Canada.

## Design

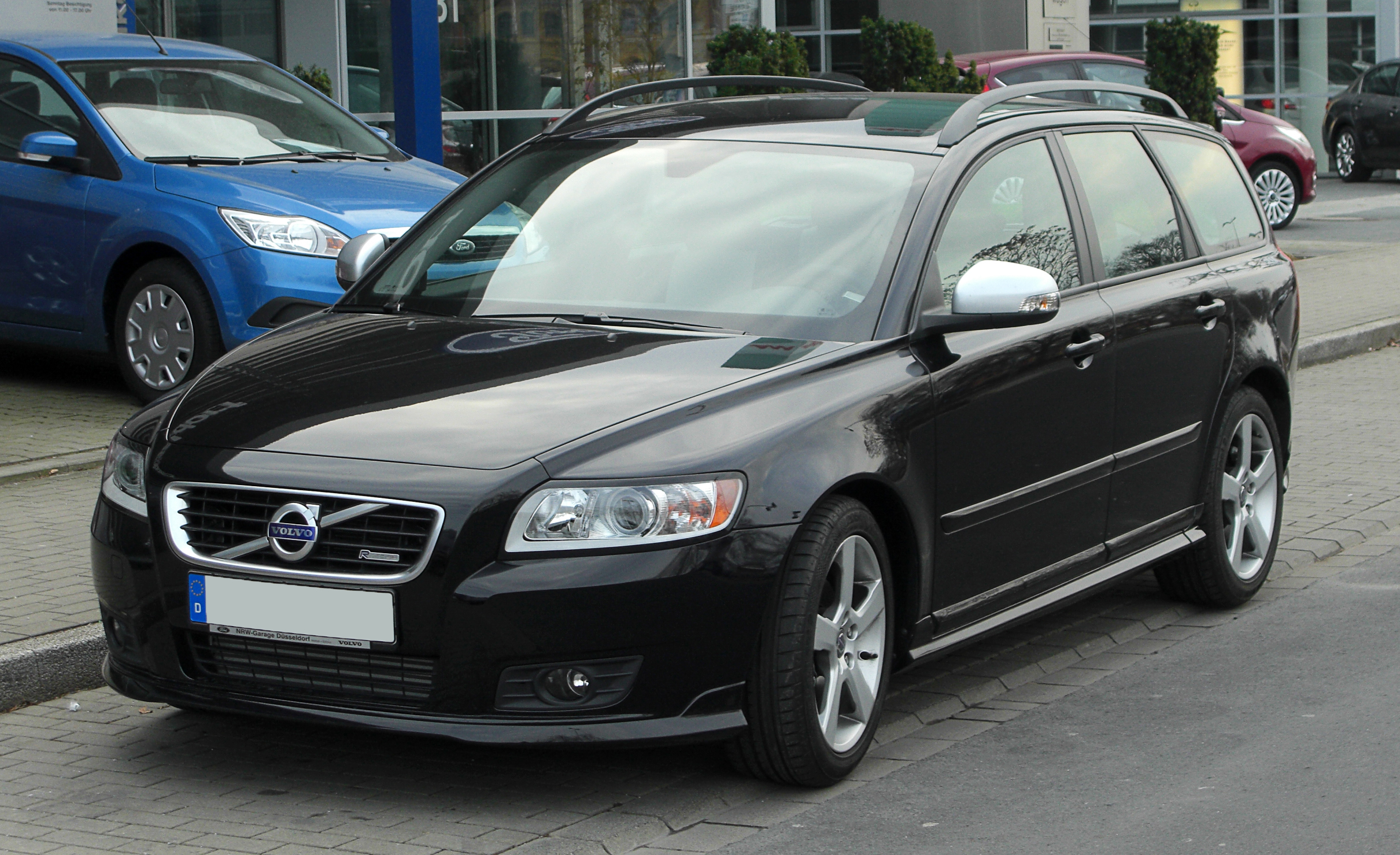
Volvo V50 R-Design dopo il restyling

La Volvo V50 presenta una linea del tetto molto curva e una coda a taglio netto verticale. L’aspetto dell’auto suggerisce una sensazione di modernità e dinamismo. Il cofano anteriore corto e l’abitacolo sensibilmente avanzato hanno contribuito a creare uno spazio interno molto generoso. Le fiancate larghe e convesse trasmettono un senso di forza e sottolineano le dimensioni compatte della vettura.
I gruppi ottici posteriori seguono le moderne forme Volvo e si slanciano verso il tetto dell’auto.
La compattezza delle dimensioni non impedisce alla Volvo V50 di offrire un abitacolo spazioso e versatile. Lo schienale di ogni sedile può essere abbassato completamente. Con i sedili abbassati, il vano bagagli diventa completamente piatto. Per creare ancora più spazio per i bagagli, la parte posteriore dell’auto è stata estesa di 46 mm rispetto al modello berlina, la Volvo S40.
Gli interni sono ispirati alla tradizione scandinava, fatta di superfici pulite, materiali genuini e grande funzionalità. Con la Volvo V50 (e la Volvo S40) è stata lanciata la consolle centrale visivamente flottante e di spessore sottilissimo, con un vano portaoggetti illuminato retrostante.

## Motorizzazioni
| Modello | Anno      | Potenza         | Tipo    | Vel. Max. | 0-100 km (sec.) |                                                  |
| ------- | --------- | --------------- | ------- | --------- | --------------- | ------------------------------------------------ |
| 1.6     | 2005-2012 | 74 kW (101 Cv)  | benzina |           |                 | cod.motore B4164S3 16V Multipoint fuel injection |
| 2.0     | 2004-2012 | 107 Kw (145 Cv) | benzina | 210       | 9.5             |                                                  |
| 2.5 T5  | 2007-2012 | 169 Kw (230 Cv) | benzina | 235       | 7.3             |                                                  |
| 1.6 D   | 2005-2010 | 80 Kw (109 Cv)  | diesel  | 195       | 11.4            |                                                  |
| 1.6 D2  | 2011-2012 | 84 Kw (115 Cv)  | diesel  | 195       | 11.4            |                                                  |
| 2.0 D   | 2004-2012 | 100 kW (136 CV) | Diesel  | 210       | 9.6             |                                                  |
| 2.0 D3  | 2011-2012 | 110 Kw (150 Cv) | diesel  | 210       | 9.5             |                                                  |
| 2.0 D4  | 2011-2012 | 130 Kw (177 Cv) | diesel  | 220       | 8.7             |                                                  |
| 2.4 D5  | 2009-2010 | 133 Kw (180 Cv) | diesel  | 225       | 8.5             |                                                  |

La V50 T5 AWD era dotata di quattro ruote motrici e di un motore a benzina 5 cilindri in linea, con turbocompressore a pressione leggera, quattro valvole per cilindro e un design DOHC con fasatura variabile dell'albero a camme, con 220 CV e 320 N⋅m (236 lb⋅ft) di coppia. Le opzioni diesel erano disponibili in Europa, compreso un motore diesel D5 turbocompresso da 2,4 litri che forniva 180 CV (132 kW, 178 CV) e 350 Nm (258 lb⋅ft) di coppia.